# KK Napredak Aleksinac
O Košarkaški klub Napredak Aleksinac (em sérvio:  Кошаркашки клуб Напредак), conhecido também como Napredak JKP por motivos de patrocinadores, é um clube de basquetebol baseado em Aleksinac, Sérvia que atualmente disputa a KLS. Manda seus jogos no Pavilhão Esportivo Aleksinac com capacidade para 1.000 espectadores.

## Histórico de temporadas
| Temporada | Nível | Liga   | Pos. | J     | PL | Resultado          |
| --------- | ----- | ------ | ---- | ----- | -- | ------------------ |
| 2011-12   | 2     | B Liga | 7    | 14-12 |    |                    |
| 2012-13   | 2     | 2.MLS  | 4    | 14-12 |    |                    |
| 2013-14   | 2     | 2.MLS  | 9    | 12-14 |    |                    |
| 2014-15   | 2     | 2.MLS  | 4    | 17-9  |    |                    |
| 2015-16   | 2     | 2.MLS  | 9    | 12-14 |    |                    |
| 2016-17   | 2     | 2.MLS  | 5    | 17-9  |    |                    |
| 2018-19   | 2     | 2.MLS  | 2    | 21-5  |    | Promovidofinalista |

fonte:srbijasport.net

### Títulos
Terceira divisão
Campeão (1):2011